# Koren (priimek)
Koren je devetindvajseti najbolj pogost priimek v Sloveniji, ki ga je po podatkih Statističnega urada Republike Slovenije na dan 31. decembra 2007 uporabljalo 2.675 oseb, na nan 1. januarja 2010 pa 2.664 oseb. 

## Znani nosilci priimka
- Aleksander Koren, zamejski novinar, urednik Primorskega dnevnika
- Aleksander Koren, biolog, naravovarstvenik (Mura)
- Andrej Koren (*1948), sociolog, kadrovski menedžer, direktor Šole za ravnatelje
- Alja Koren (*1990), rokometašica
- Anton Koren (1907—1987), operni pevec tenorist, režiser in scenarist
- Anton Koren (1910—1985), jezuit, teolog, liturgik vzhodnega obreda v Rimu
- Anton Koren (*1939), biolog, fiziolog (MF)
- Anton Koren (*1950?), založnik, direktor Mohorjeve družbe (Celovec)
- Blaž Koren (*1975), atlet, tekač na 110m z ovirami
- Braco Koren (*1944), pevec zabavne glasbe
- Dejan Koren (*1976), balinar
- Drago Koren (*1960), geodet in politik
- Evald Koren (1930—2013), literarni zgodovinar in komparativist, univ. prof.
- Franc Koren (1913—1982), narodnozabavni pevec
- France Koren (1921—1966), domobranski časnikar in publicist
- Gal Koren (*1992), hokejist
- Igor Koren, zdravnik internist, pulmolog
- Janja Koren, TV-novinarka in voditeljica
- Janko Koren (1931—2011), planinec, gorski reševalec
- Jože Koren (1921—2003), novinar, kulturni urednik in publicist
- Jožef Koren (*1971), duhovnik, generalni vikar v Kopru, od 2017 župnik v Postojni
- Jure Koren, rokometaš
- Karmen (Valerija) Koren (*1947), zborovodkinja na Tržaškem
- Kristijan Koren (*1986), kolesar
- Katja Koren (*1975), alpska smučarka
- Katja Koren, pevka  zabav. glasbe
- Lidija Koren, gledališka producentka (por. z Jožetom Babičem)
- Magda Korbar Koren, pevka
- Majda Koren (*1960), mladinska pisateljica
- Marička (Marija) Koren (1928—2013), slikarka in ilustratorka
- Marija Koren-Bergamo (*1937), muzikologinja, univ. profesorica
- Milena Koren Božiček (*1957), umetnostna zgodovinarka in kritičarka, galeristka, kulturna delavka
- Miran Koren (1952—2014), novinar, urednik
- Mirjana Koren, arhitektka, scenografka in kostumografka, muzealka (Mb)
- Robert Koren (*1980), nogometaš
- Rok Koren (1962—2021), pravnik, odvetnik, predsednik Odvetniške zbornice ...
- Srečko Koren (1921—1986), zdravnik higienik, zdravstveni organizator in politik
- Srečko Koren (*1950), mikrobiolog, virolog, prof. MF
- Stanko Koren, fagotist
- Tadej Koren (*1976?), zgodovinar, muzealec v Posočju
- Tadej Koren Šmid, igralec, filmski režiser
- Vlasta Koren (r. Beran) (*1930), etnologinja, muzealka
- Zora Koren (por. Zora Škerk) (1927—2016), slikarka
- Žan Koren (*1997), dvoranski nogometaš